# Valkyrie Profile
Valkyrie Profile (яп. ヴァルキリープロファイル Варукири: Пурофайру) — японская ролевая игра, разработанная tri-Ace и выпущенная Enix (ныне Square Enix) для игровой приставки Sony PlayStation 22 декабря 1999 года в Японии и 29 августа 2000 года в США. Портированная версия игры для PlayStation Portable под названием Valkyrie Profile: Lenneth вышла 2 марта 2006 года в Японии, 18 июля 2006 года в США и 27 апреля 2007 года в Европе.
Сюжет игры основан на скандинавской мифологии. Главная героиня — валькирия по имени Леннет (англ. Lenneth), которая набирает и тренирует души погибших воинов (эйнхериев) перед тем, как отправить их в Вальхаллу, где они ожидают Рагнарёка: последней битвы между Асами и Ванами. Кроме того, Леннет постепенно узнаёт события своей прошлой жизни.
Valkyrie Profile имела успех по всему миру, и было выпущено ещё несколько игр сходной тематики на различные консоли. В 2006 году в Японии и США, а также в 2007 году в Европе, для PlayStation 2 был выпущен сиквел, названный Valkyrie Profile 2: Silmeria. Игра Valkyrie Profile: Covenant of the Plume для игровой приставки Nintendo DS была выпущена в 2008 году в Японии, 17 марта 2009 года в США и 3 апреля 2009 года в Европе и других странах, относящихся к региону PAL.

## Игровой процесс
Все локации в игре представлены в 2D с видом сбоку. Перемещение по подземельям и городам реализовано скорее как в платформере, нежели чем в RPG: игрок видит и контролирует только валькирию Леннет (англ. Lenneth), главную героиню; она может прыгать, бить мечом и стрелять ледяными кристаллами. Ледяные кристаллы могут использоваться для создания временных лестниц и замораживания врагов; они используются для решения многих головоломок в игре. Битва начинается при касании незамороженного врага. При этом отряд валькирии переносится на отдельное поле битвы, как и во многих других РПГ. Все враги в локациях видны и если Леннет успевает ударить их мечом перед битвой, то право атаковать первыми остаётся за её отрядом.
Перемещение по карте мира реализовано в 3D перспективе: игрок управляет Леннет, летая над Мидгардом, миром людей. Нажатие кнопки «Старт» начинает Спиритическую концентрацию: в этом состоянии валькирия обнаруживает присутствие нечисти, открывая новые подземелья, либо чувствует эмоции людей, которые скоро умрут — так она находит эйнхериев, которых впоследствии отправляет в Вальхаллу. Когда валькирия входит в город, она снимает с себя доспехи и предстаёт перед людьми в образе простой смертной, чтобы общаться с ними без риска быть раскрытой.
Большую часть игры валькирия ищет души погибших воинов (и видит последние часы их жизни) и тренирует их перед отправкой в Асгард, где они ожидают Рагнарёка — последней битвы между асами и ванами. Последние часы жизни многих воинов описываются как отдельная, зачастую эмоциональная и трагичная история; в Асгарде эйнхерии общаются с богами и выполняют их задания самостоятельно — валькирия может периодически узнавать проверять прогресс их развития, но вернуть отправленного эйнхерия в свой отряд она не может. Каждый воин имеет свою Значимость героя, которая отображает степень их полезности. Леннет должна отправлять эйнхериев только с требуемой Значимостью, которую ей периодически сообщает богиня Фрейя — помощница верховного бога Одина и подруга Леннет. Если валькирия отправит слишком слабого, нетренированного воина в Вальхаллу, то он может погибнуть в битве, что вызовет недовольство Фрейи и Одина; эйнхериев со слишком низкой Значимостью героя отправить нельзя.
Игра разделена на восемь глав, в каждой из которых доступно два-три новых воина и столько же подземелий, в которых валькирия может тренировать эйнхериев. Каждая глава, в свою очередь, делится на периоды, число которых зависит от выбранного уровня сложности игры: 16 периодов на лёгком уровне сложности, 24 на нормальном и 28 на тяжёлом. Посещение подземелий, городов и нахождение душ погибших воинов затрачивает несколько периодов, таким образом, игрок за одну главу может выполнить ограниченное количество действий. Несколько периодов также можно использовать для отдыха, в течение которого Леннет и её эйнхерии восстановят здоровье. После того, как закончатся все периоды в главе, начнётся Священная фаза (англ. Sacred Phase), в течение которой Фрейя проинструктирует Леннет, рассказав о ситуации в войне против ванов.

## Отзывы и критика
| Сводный рейтинг    | Сводный рейтинг | Сводный рейтинг |
| Издание            | Оценка          | Оценка          |
| Издание            | PS              | PSP             |
| ------------------ | --------------- | --------------- |
| GameRankings       | 83,39 %         | 80,60 %         |
| Metacritic         | 81 %            | N/A             |
| Иноязычные издания |                 |                 |
| Издание            | Оценка          | Оценка          |
| Издание            | PS              | PSP             |
| Famitsu            | 35/40           | N/A             |
| GameSpot           | 7/10            | N/A             |

К сентябрю 2005 года мировые продажи PlayStation-версии Valkyrie Profile насчитывали 709 тысяч копий, 636 из которых пришлись исключительно на Японию. Переиздание Valkyrie Profile: Lenneth к ноябрю 2008 года разошлось в Японии количеством 169 тысяч экземпляров, за рубежом по состоянию на ноябрь 2007 года было продано 60 тысяч копий игры.
Обозреватели встретили Valkyrie Profile сравнительно хорошо, игра получила 83,39 % на GameRankings и 81 % на Metacritic. Интернет-портал GameSpot дал игре 7 баллов из 10, назвав её «сложной, амбициозной и великолепной», отметив эстетичность сеттинга, интересную боевую систему, цепляющих персонажей, а также тщательно сбалансированные разветвления сценария. К отрицательным сторонам игры сайт отнёс излишне высокую скорость, «игрок попросту не успевает полюбоваться восхитительным окружением и графикой». Японский журнал Famitsu присудил Valkyrie Profile 35 баллов из 40, в 2000 году включив её в список 120 величайших игр всех времён для приставки PlayStation. В том же году, в соответствии с голосованием обозревателей журнала, игра была помещена на 30-е место в списке 100 лучших игр консоли. В 2006 году Famitsu опросил читателей с целью выявить лучшую игру из всех когда-либо созданных — сказание о валькирии в итоговом списке закрепилось на 27-й позиции. Ввиду малых тиражей и крайне одобрительных рецензий лицензионный диск с игрой вскоре стал объектом коллекционирования, в разное время цена за один экземпляр поднималась до 100 долларов США, что в несколько раз выше изначальной стоимости.
Переизданию Valkyrie Profile: Lenneth также сопутствовал успех, 81 % на сайте GameRankings и 80 % — на Metacritic. GameSpot оценил игру на 7,5 баллов из 10, похвалив «фантастическую музыку» и «яркий сюжет»: «Они так же хороши, как и в оригинале». Однако критике подверглись затянутые сюжетные вставки, недостаточное количество точек сохранения и слишком краткое руководство по прохождению, которое плохо объясняет все особенности сложной игровой механики. Рецензент, кроме того, выразил мнение о появившихся FMV-видеороликах: «Они выглядят хорошо, но какого-то особого шарма игре не придают». Интернет-портал IGN в 2006 году назвал Lenneth лучшей ролевой игрой для системы PSP.